# Justin Fitzpatrick
Pour les articles homonymes, voir Fitzpatrick.

a Compétitions nationales et continentales officielles uniquement.

b Matchs officiels uniquement.
Dernière mise à jour le 17 juin 2025.
Justin Fitzpatrick, est né le 21 novembre 1973 à Chichester (Angleterre). C’est un joueur de rugby à XV, qui compte 26 sélections avec l'équipe d'Irlande entre 1998 et 2003, évoluant au poste de pilier (1,88 m et 115 kg).

## Carrière
Justin Fitzpatrick obtient sa première cape internationale à l'occasion d'un test-match le 13 juin 1998 contre l'équipe d'Afrique du Sud. 
Il participe au Tournoi des Cinq Nations en 1999, au Tournoi des Six Nations en 2000 et en 2003. 
Justin Fitzpatrick a joué avec les London Irish jusqu'en 1998, avant de rejoindre l'Ulster, puis le Castres olympique en 2003, avant de retourner jouer avec l'Ulster en 2005. Il met un terme à sa carrière de joueur en 2010.
Il a remporté la Coupe d'Europe 1998-1999.

## Palmarès
- Vainqueur de la Coupe d'Europe en 1999 avec l'Ulster Rugby

## Statistiques internationales
- 26 sélections en équipe d'Irlande
- Sélections par années : 5 en 1998, 9 en 1999, 6 en 2000, 1 en 2001, 5 en 2003
- Tournois des Cinq/Six Nations disputés: 1999, 2000, 2003.
- Participation à la Coupe du monde 1999 (4 matchs, 2 comme titulaire).